# Donareiche

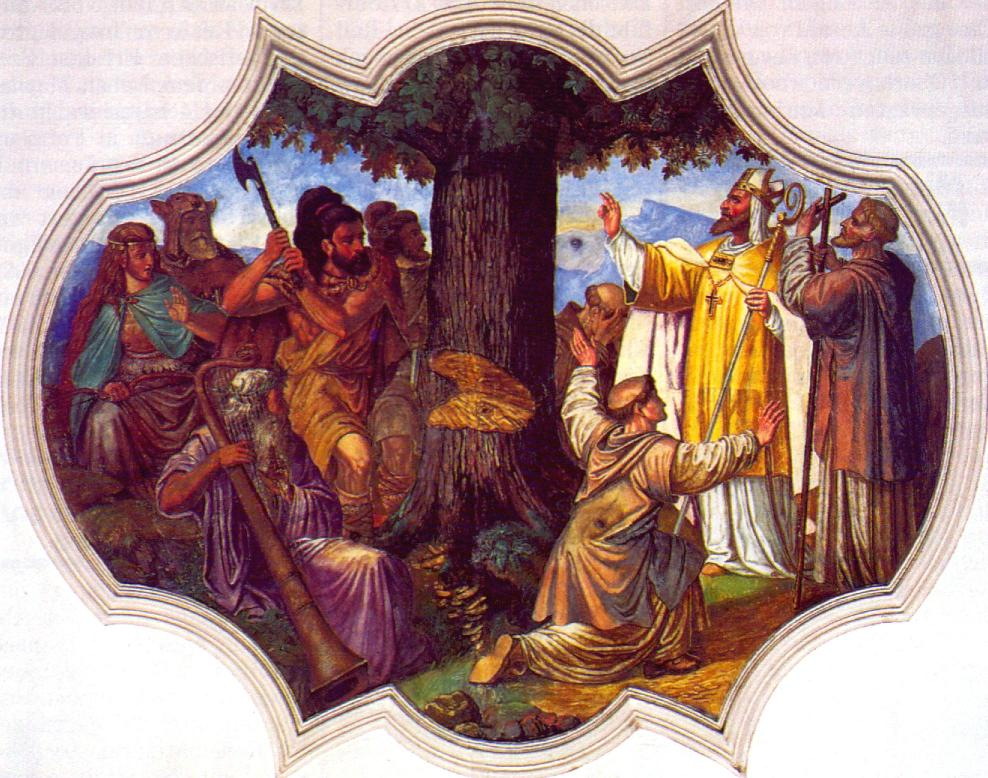
Bonifatius lässt die Donareiche fällen (Gemälde von 1737)

Die Donareiche war der Überlieferung zufolge ein dem germanischen Gott Donar bzw. Thor geweihter Baum bei Geismar, heute Stadtteil von Fritzlar, in Nordhessen.

## Fällung durch Bonifatius

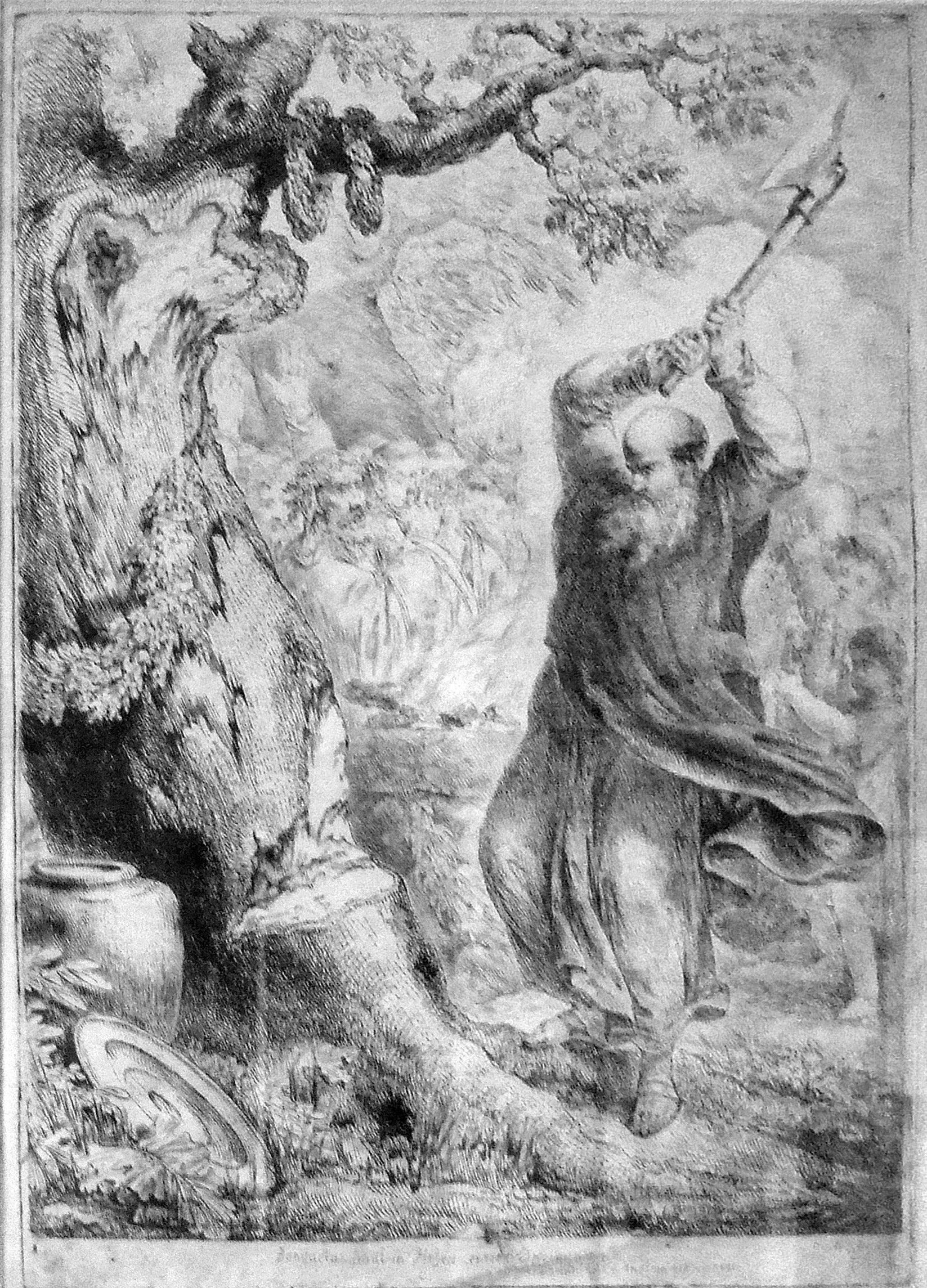
Bonifatius fällt die Donareiche (Bernhard Rode, 1781)

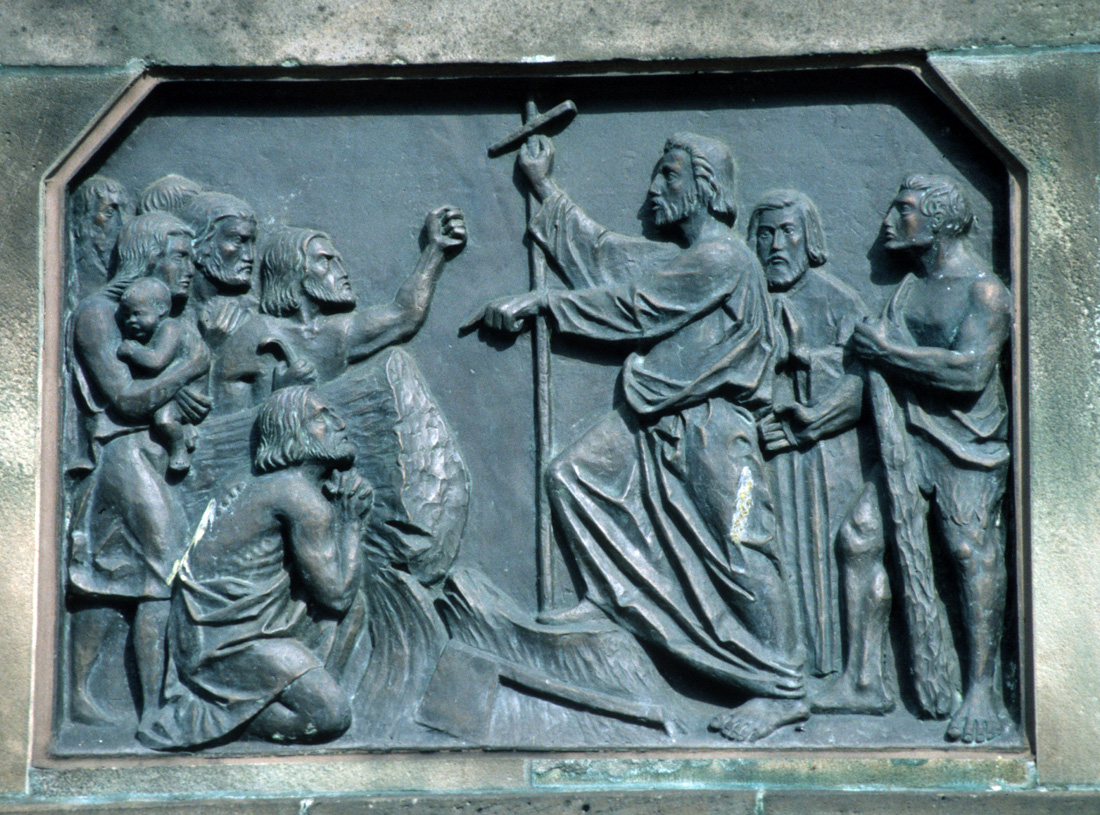
Nach vollendeter Tat. Relief auf dem Sockel der Statue des Hl. Bonifatius von Johann Werner Henschel in Fulda

Bekannt ist die Eiche durch eine Begebenheit während der Missionstätigkeit des Bonifatius. Laut der um 760 verfassten Vita Sancti Bonifatii des Willibald von Mainz befand sich Bonifatius auf einer Missionsreise im Nordosten des Frankenreichs im heutigen Hessen. Er benutzte dabei wahrscheinlich die von den bereits seit Chlodwig christianisierten Franken errichtete und besetzte Büraburg als Basis, die in Sichtweite am Südufer der Eder gegenüber der heutigen Stadt Fritzlar lag. Um die zum Großteil noch nicht zum Christentum bekehrten Chatten zu überzeugen, versuchte er die Ohnmacht der altgermanischen Götter zu beweisen und ließ im Jahre 723, unter dem Schutz fränkischer Soldaten und in Gegenwart zahlreicher Chatten, die Eiche fällen, die eines der wichtigsten germanischen Heiligtümer war.
Aus dem Holz der Eiche ließ Bonifatius an einem nicht näher bezeichneten Ort ein dem Hl. Petrus geweihtes Bethaus (oratorium) bauen. Um 732 wird in der Bonifatius-Vita des Willibald berichtet, Bonifatius habe in Fritzlar eine St. Peter geweihte Kirche und ein Kloster erbauen lassen.

## Hypothesen zum Standort der Donareiche
Archäologische Nachweise zum Standort der Eiche sind nicht bekannt. Die Überlieferung basiert auf der Bonifatius-Vita des Willibald, die als Standort der Eiche die Ortsbezeichnung bei Gaesmere (Geismar) nennt. Die damalige chattische Siedlung „Altgeismar“ lag einige hundert Meter südwestlich des heutigen Ortskerns von Geismar und wurde in den 1970er Jahren ausgegraben. An welchem Ort das erste Bethaus aus dem Holz der Eiche erbaut wurde, wird nicht erwähnt. Als Standort der um 732 erbauten St. Peterskirche und des Klosters benennt Willibald Friedeslar (Fritzlar), an deren Stelle später der heutige Fritzlarer Dom errichtet wurde. Aufgrund des Patroziniums wird allgemein angenommen, dass sich auch schon das erste St. Peter geweihte Bethaus an der gleichen Stelle befand.
Die unterschiedlichen Ortsangaben lassen sich damit erklären, dass der Ort Frideslar erst mit dem Bau der ersten Kirche und der Stiftung des Klosters gegründet wurde und dass schon für das erste Bethaus der höher gelegene heutige Domhügel als Standort gewählt wurde, weil er sich – wie später auch geschehen – gut zur Befestigung ausbauen ließ und als Bauplatz besser geeignet war.
Eine anderslautende Hypothese, das erste Bethaus des Bonifatius sei direkt an der Stelle der Donareiche errichtet worden und der heutige Fritzlarer Dom befinde sich damit an dieser Stelle, begründet sich insbesondere darauf, dass sich germanische Heiligtümer eher auf Höhen als in Niederungen befanden und der Fritzlarer Domhügel zur Zeit des Bonifatius zur Flur von Geismar gehörte. Diese Hypothese widerspricht zwar scheinbar der schriftlichen Überlieferung der Bonifatius-Vita, die ausdrücklich zwei verschiedene Ortsnamen nennt, allerdings erst knapp 50 Jahre später verfasst wurde, als sich um die Bonifatiuskirche und das dortige Kloster längst eine neue Siedlung namens Friedeslar (= Ort des Friedens) gebildet hatte.
Als Standort der Donareiche wurde weiterhin auch der einige Kilometer nordwestlich gelegene Johanneskirchenkopf zwischen Geismar, Züschen und Wellen vermutet. Weitere Hypothesen, nach denen die Donareiche auf dem Hülfensberg bei Geismar an der Frieda oder bei Hofgeismar in Nordhessen gestanden habe, gelten als wenig wahrscheinlich, da diese Orte weit entfernt liegen und Bonifatius kaum das Holz der Eiche zum Bau seiner Kapelle bis nach Fritzlar hätte transportieren lassen.

## Bonifatiusdenkmal und Proteste in Fritzlar

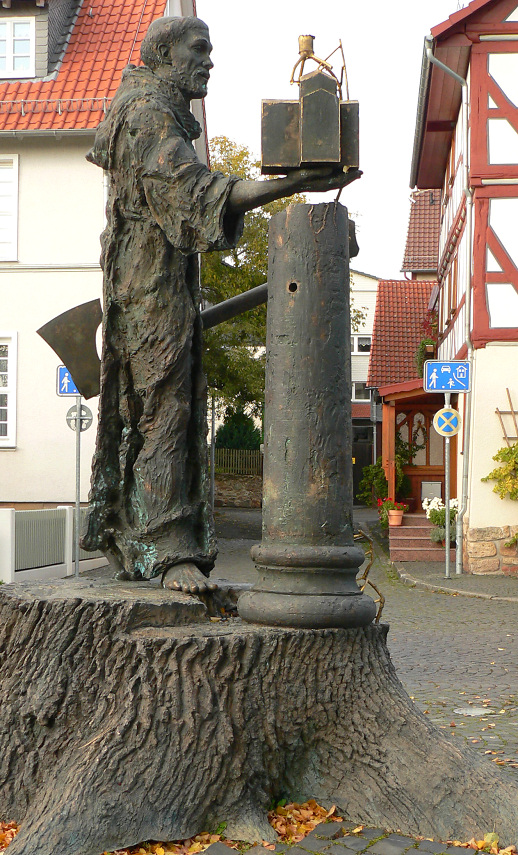
Das Bonifatiusdenkmal vor dem Dom in Fritzlar

Der Kulturverein Fritzlar e. V. stiftete 1999 eine Statue und eine Gedenktafel, die den Heiligen Bonifatius beim Fällen der Donareiche zeigt. Im Jahre 2012 regte sich erstmals Widerstand gegen die Zurschaustellung der Statue und Gedenktafel, da sie den gewaltsamen Akt der Zwangs-Christianisierung verherrliche. In den Jahren 2014 und 2016 folgten weitere Proteste gegen die Statue und Gedenktafel, jeweils mit rund 200 Demonstranten. Eine Stellungnahme der Stadt oder des Kulturvereines gab es bisher nicht.